# Blackfeather
Blackfeather est un groupe australien de rock fondé en 1970.
Proposant une musique entre le hard rock et le rock progressif naissants, il connaît le succès au début des années 1970 avec les singles Seasons of Change et Boppin' the Blues (en). Son histoire est marquée par une grande instabilité, avec plusieurs dizaines de musiciens passés dans ses rangs au cours de son existence dont le seul trait d'union est la présence du chanteur Neale Johns.

## Histoire

### Première incarnation (1970-1971)
Blackfeather est fondé en avril 1970 par le guitariste John Robinson, le bassiste Leith Corbett et le batteur Mike McCormack. Tous trois faisaient précédemment partie du Dave Miller Set, le groupe du chanteur néo-zélandais Dave Miller (en). Après la séparation de ce groupe, ils recrutent un autre chanteur, le jeune (il n'a que 18 ans) Neale Johns.
Corbett et McCormack quittent rapidement Blackfeather pour retourner travailler avec Dave Miller. Ils sont remplacés par Robert Fortesque (basse) et Alexander Kash (batterie). Ce quatuor enregistre l'album At the Mountains of Madness, qui est publié en 1971 sous l'étiquette Infinity Records, le label « progressif » de la maison de disques Festival Records (en). Il comprend notamment la ballade Seasons of Change, coécrite par Johns et Robinson pour le groupe Fraternity mais dont Blackfeather propose également une version sur laquelle Bon Scott, le chanteur de Fraternity, joue de la flûte à bec.
La section rythmique de Blackfeather connaît plusieurs changements au cours de l'année 1971 : Alexander Kash est remplacé par Terry Gascoigne, puis par Steve Webb, tandis que Robert Fortesque laisse sa place à Harry Brus. Au mois d'août, le groupe se scinde en deux, avec Robinson, Webb et Brus d'un côté et Johns de l'autre. Les premiers veulent poursuivre sous le nom de Blackfeather, mais ils ne détiennent pas les droits dessus et se séparent peu après.

### Deuxième incarnation (1971-1973)
Neale Johns met sur pied une nouvelle version de Blackfeather avec Zac Zytnik à la guitare, Warren Ward à la basse, Jim Penson à la batterie et Paul Wylde au piano. Zytnik part avant la fin de l'année, suivi par Penson au début de 1972. C'est avec un nouveau guitariste, Billy Taylor, et un batteur temporaire, Gil Matthews de Billy Thorpe and the Aztecs (en), que le groupe enregistre le single Boppin' the Blues (en). Cette reprise de Carl Perkins se classe en tête du hit-parade australien pendant quatre semaines au mois d'octobre.
La formation de Blackfeather reste instable. Le nouveau batteur Trevor Young est rapidement remplacé par Greg Sheehan, tandis que Billy Taylor part peu après. Il n'est pas immédiatement remplacé et c'est un quatuor qui publie fin 1972 un album live intitulé Boppin' the Blues enregistré lors de deux concerts au Q Club et au Town Hall (en) de Melbourne au mois de septembre. En l'absence de guitare, le son est dominé par le piano boogie-woogie de Wylde.
En janvier 1973, Blackfeather se produit au Sunbury Pop Festival dans une nouvelle configuration, Paul Wylde ayant été remplacé par les guitaristes Lindsay Wells et Tim Piper. C'est un set résolument hard rock que propose le groupe, comme en témoigne l'album Live! enregistré à cette occasion. Après un ultime changement de personnel, John Lee remplaçant Greg Sheehan en mars, le groupe se sépare en avril. Johns rejoint brièvement Flake (en), où il retrouve un certain nombre d'anciens membres de Blackfeather.

### Réunions ultérieures
Neale Johns tente à plusieurs reprises de recréer Blackfeather dans les années qui suivent. En 1975, il met sur pied un groupe avec Billy Taylor, Billy Rylands (basse), Ray Vanderby (claviers) et Doug McDonald (batterie) qui ne dure pas. L'année suivante, il récidive avec Vanderby, Stuart Fraser (guitare), Lee Brosman (basse) et Warwick Fraser (batterie), mais quitte l'Australie pour le Royaume-Uni en novembre 1976, sur quoi ses musiciens engagent le chanteur John Swan (en) et le guitariste Wayne Smith et se rebaptisent Feather.
Rentré en Australie en 1977, Johns renoue le contact avec d'anciens membres de Blackfeather, le bassiste Warren Ward, le pianiste Paul Wylde et le batteur Trevor Young, et relance le groupe en juin 1978, mais cette formation ne dure que quelques mois. Vers la fin de l'année, Blackfeather comprend Johns, Ray Oliver (guitare), Rick Rankin (guitare), Geoff Rosenberg (basse) et Huk Treloar, puis John Strangio (batterie). Cette incarnation de Blackfeather ne passe pas le nouvel an.
Une dernière tentative de ressusciter Blackfeather prend place en 1983 avec Russell Hinton (guitare), Cleve Judge (basse), Andy Cowle (piano) et Joe Vizzone (batterie). Elle est tout aussi éphémère que les précédentes. À partir des années 2000, Johns se produit occasionnellement en concert sous le nom de Blackfeather avec les ex-Madder Lake (en) Brendan Mason et Kerry McKenna.

## Membres
- Neale Johns : chant (1970-1973, 1975, 1976, 1978, 1983)
- John Robinson : guitare (1970-1971)
- Leith Corbett : basse (1970)
- Mike McCormack : batterie (1970)
- Robert Fortesque : basse (1970-1971)
- Alexander Kash : batterie (1970-1971)
- Terry Gascoigne : batterie (1971)
- Harry Brus : basse (1971)
- Steve Webb : batterie (1971)
- Zac Zytnik (ex-Tamam Shud) : guitare (1971)
- Warren Ward (ex-The Flying Circus (en)) : basse (1971-1973, 1978)
- Jim Penson : batterie (1971-1972)
- Paul Wylde : piano (1971-1973, 1978)
- Billy Taylor (ex-Flake (en)) : guitare (1971-1972, 1975)
- Trevor Young : batterie (1972, 1978)
- Greg Sheehan : batterie (1972-1973)
- Lindsay Wells (ex-Chain (en)) : guitare (1973)
- Tim Piper : guitare (1973)
- John Lee : batterie (1973)
- Billy Rylands : basse (1975)
- Doug McDonald : batterie (1975)
- Ray Vanderby (ex-Band of Light (en)) : claviers (1975, 1976)
- Stuart Fraser : guitare (1976)
- Lee Brosman : basse (1976)
- Warwick Fraser : batterie (1976)
- Ray Oliver (ex-Friends (en)) : guitare (1978)
- Rick Rankin : guitare (1978)
- Geoff Rosenberg : basse (1978)
- Huk Treloar (ex-Pantha (en)) : batterie (1978)
- John Strangio (ex-The Dingoes (en)) : batterie (1978)
- Russell Hinton (ex-Country Radio (en)) : guitare (1983)
- Cleve Judge : basse (1983)
- Andy Cowan (ex-Madder Lake (en), Ayers Rock) : piano (1983)
- Joe Vizzone : batterie (1983)

## Discographie

### Album studio
- 1971 : At the Mountains of Madness

### Albums en concert
- 1972 : Boppin' the Blues
- 1974 : Live!

### Singles
- 1971 : Seasons of Change / On This Day That I Die
- 1972 : Boppin' the Blues (en) / Find Somebody to Love
- 1973 : Slippin' & Slidin' / Fly on My Nose